# Paperino e la fotografia
Paperino e la fotografia (Donald's Camera) è un film del 1941 diretto da Dick Lundy. È un cortometraggio animato della serie Donald Duck, prodotto dalla Walt Disney Productions e uscito negli Stati Uniti il 24 ottobre 1941, distribuito dalla RKO Radio Pictures.

## Trama
Paperino vede nella vetrina di un negozio un cartello che invita ad andare "a caccia con la macchina fotografica invece del tuo fucile". Poi vede, nella vetrina di un negozio di articoli sportivi, degli animali imbalsamati, impressionandosi e rimanendo dispiaciuto. Arrivato nei pressi di un bosco, Paperino cerca un animale da fotografare, ma ogni volta fallisce. Quando poi incontra un picchio, Paperino decide di fotografarlo a ogni costo, ma il volatile non ne vuole sapere e alla fine arriva persino a distruggergli la macchina fotografica. Infuriato per la perdita della fotocamera, Paperino cambia opinione sugli animali imbalsamati e corre nel negozio di articoli sportivi di prima, dove compra numerose armi, dopodiché torna nel bosco armato fino ai denti in cerca del picchio.

## Distribuzione

### Edizioni home video

#### VHS
- Cartoons Disney 5 (novembre 1985)
- Sono io... Paperino (marzo 1990)
- Paperino un disastro di eroe (agosto 1999)

#### DVD
Il cortometraggio è incluso nel DVD Walt Disney Treasures: Semplicemente Paperino - Vol. 1.